# Украинка (Покровский район)
Украинка (укр. Українка) — село на Украине, находится в Покровском районе Донецкой области.
Код КОАТУУ — 1422786508. Население по переписи 2001 года составляет 78 человек. Почтовый индекс — 85373. Телефонный код — 623.

## История
26 декабря 2024 года, в ходе боёв за Покровск, ВС РФ заняли село.

## Адрес местного совета
85373, Донецкая область, Покровский р-н, с.Срибное, ул.Дружбы, 82, тел. 5-31-2-42